# Communes de la wilaya de Jijel

Carte d'Algérie (Wilaya de Jijel)

Pour les autres communes, voir Liste des communes d'Algérie.

## Communes de la wilaya de Jijel

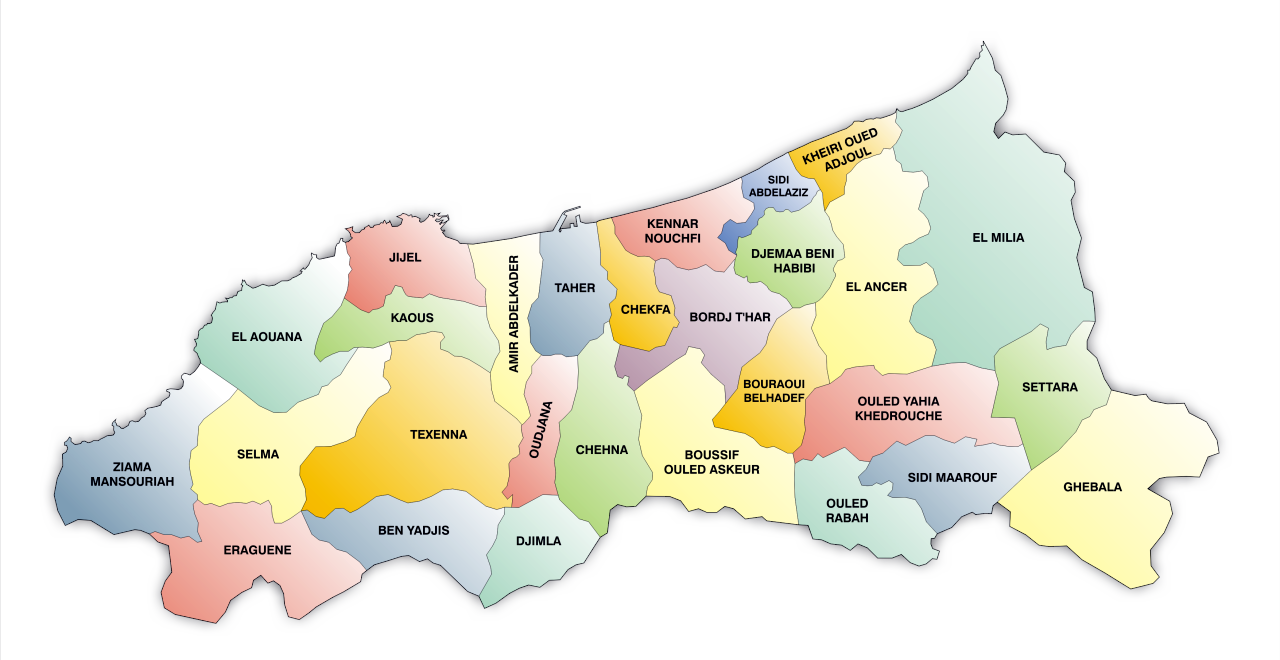
Communes de la wilaya de Jijel

Le tableau suivant donne la liste des communes de la wilaya de Jijel, en précisant pour chaque commune : son code ONS, son nom et sa population en 2008.
| Code ONS | Commune                | Population nb. habitants |
| -------- | ---------------------- | ------------------------ |
| 1801     | Jijel                  | +134 839,                |
| 1802     | Eraguene               | +002 532,                |
| 1803     | El Aouana              | +013 273,                |
| 1804     | Ziama Mansouriah       | +012 642,                |
| 1805     | Taher                  | +077 367,                |
| 1806     | Emir Abdelkader        | +038 468,                |
| 1807     | Chekfa                 | +026 553,                |
| 1808     | Chahna                 | +008 781,                |
| 1809     | El Milia               | +078 087,                |
| 1810     | Sidi Maarouf           | +021 662,                |
| 1811     | Settara                | +015 155,                |
| 1812     | El Ancer               | +020 070,                |
| 1813     | Sidi Abdelaziz         | +010 153,                |
| 1814     | Kaous                  | +026 137,                |
| 1815     | Ghebala                | +005 236,                |
| 1816     | Bouraoui Belhadef      | +010 336,                |
| 1817     | Djimla                 | +017 373,                |
| 1818     | Selma Benziada         | +000920,                 |
| 1819     | Boucif Ouled Askeur    | +013 416,                |
| 1820     | El Kennar Nouchfi      | +015 852,                |
| 1821     | Ouled Yahia Khedrouche | +018 323,                |
| 1822     | Boudriaa Ben Yadjis    | +010 710,                |
| 1823     | Kheïri Oued Adjoul     | +004 582,                |
| 1824     | Texenna                | +015 682,                |
| 1825     | Djemaa Beni Habibi     | +014 652,                |
| 1826     | Bordj Tahar            | +003 889,                |
| 1827     | Ouled Rabah            | +010 681,                |
| 1828     | Ouadjana               | +009 580,                |